# Пролетарська (станція метро, Мінськ)
53°53′23″ пн. ш. 27°35′11″ сх. д. / 53.88972° пн. ш. 27.58639° сх. д.
Пролета́рська (біл. Пралета́рская) — станція Автозаводської лінії Мінського метрополітену, розташована між станціями «Першотравнева» та «Тракторний завод». Відкрита 31 грудня 1990 року у складі першої черги Автозаводської лінії.

## Конструкція
Колонна трипрогінна мілкого закладення, з однією прямою острівною платформою, побудована зі збірного залізобетону. 

## Назва
До 1991 року мала проєктну назву «Мінськ-Східний» через розташування поряд з однойменною залізничною станцією, проте відкрита була як «Пролетарська».

## Виходи
Вихід зі станції веде до вулиці Судмаліса.

## Колійний розвиток
Станція без колійного розвитку.

## Пересадки
- на залізничну станцію Мінськ-Східний;
- автобусні маршрути: 14, 18, 26, 37, 39, 57.

## Фотогалерея

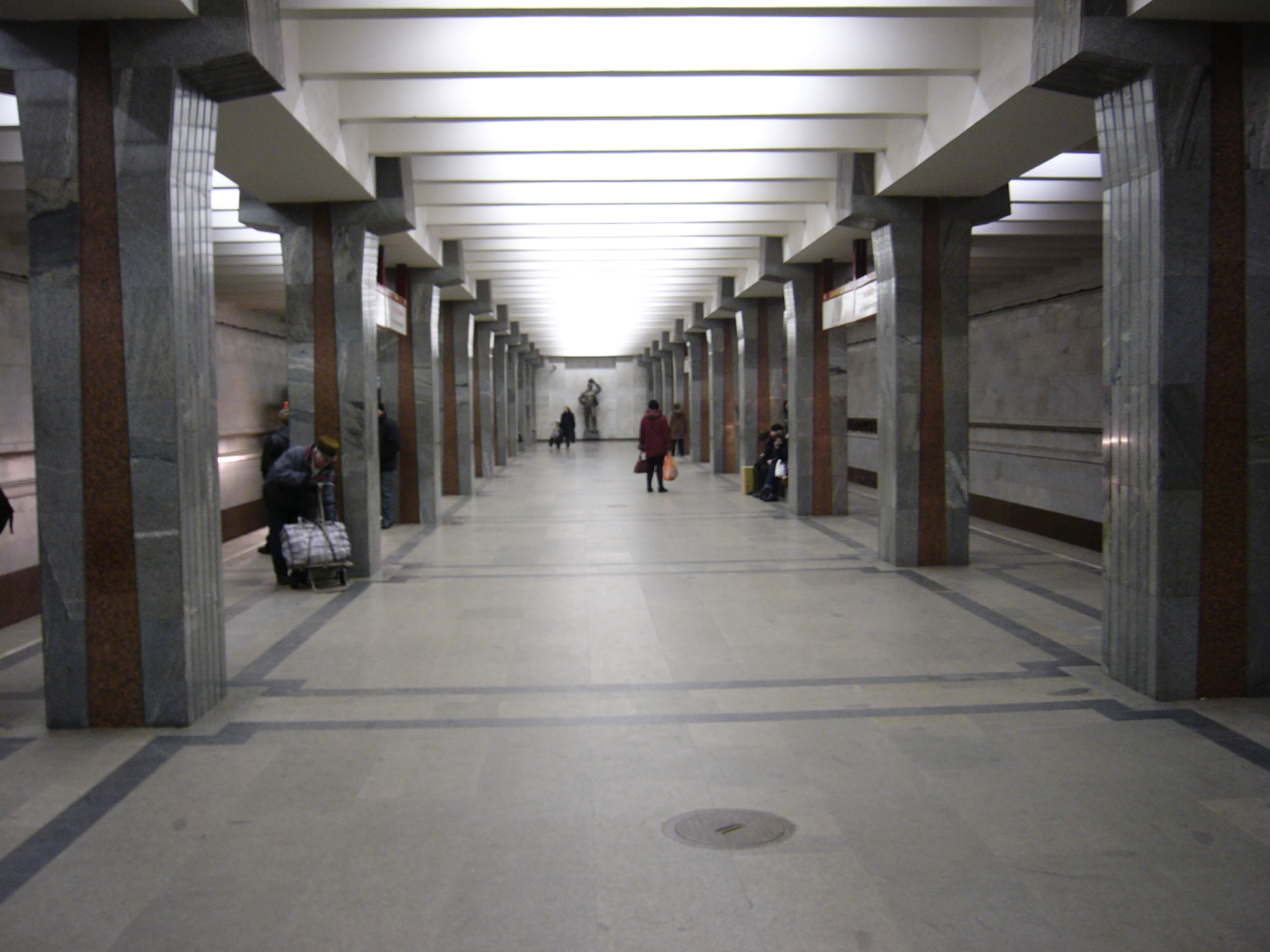
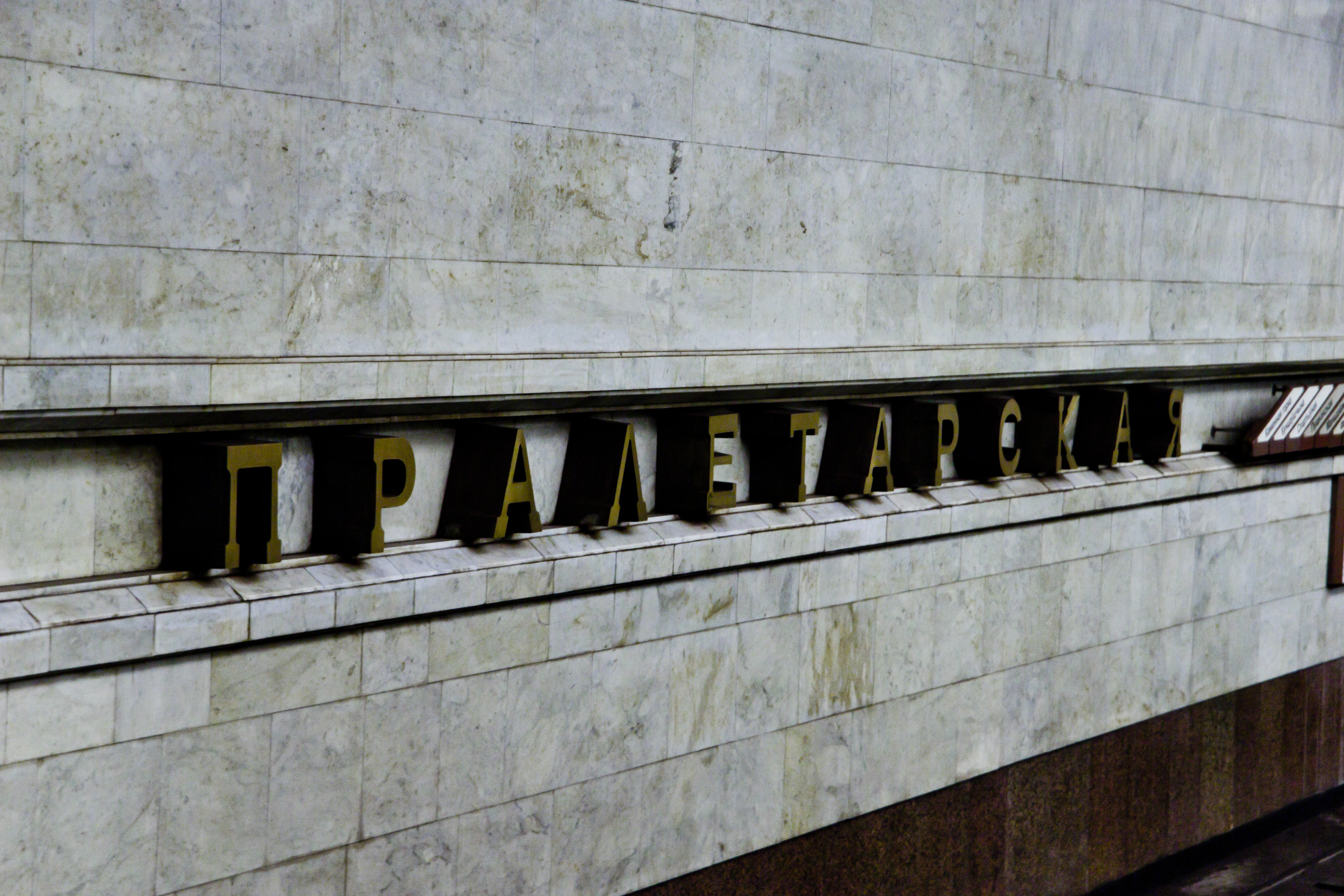
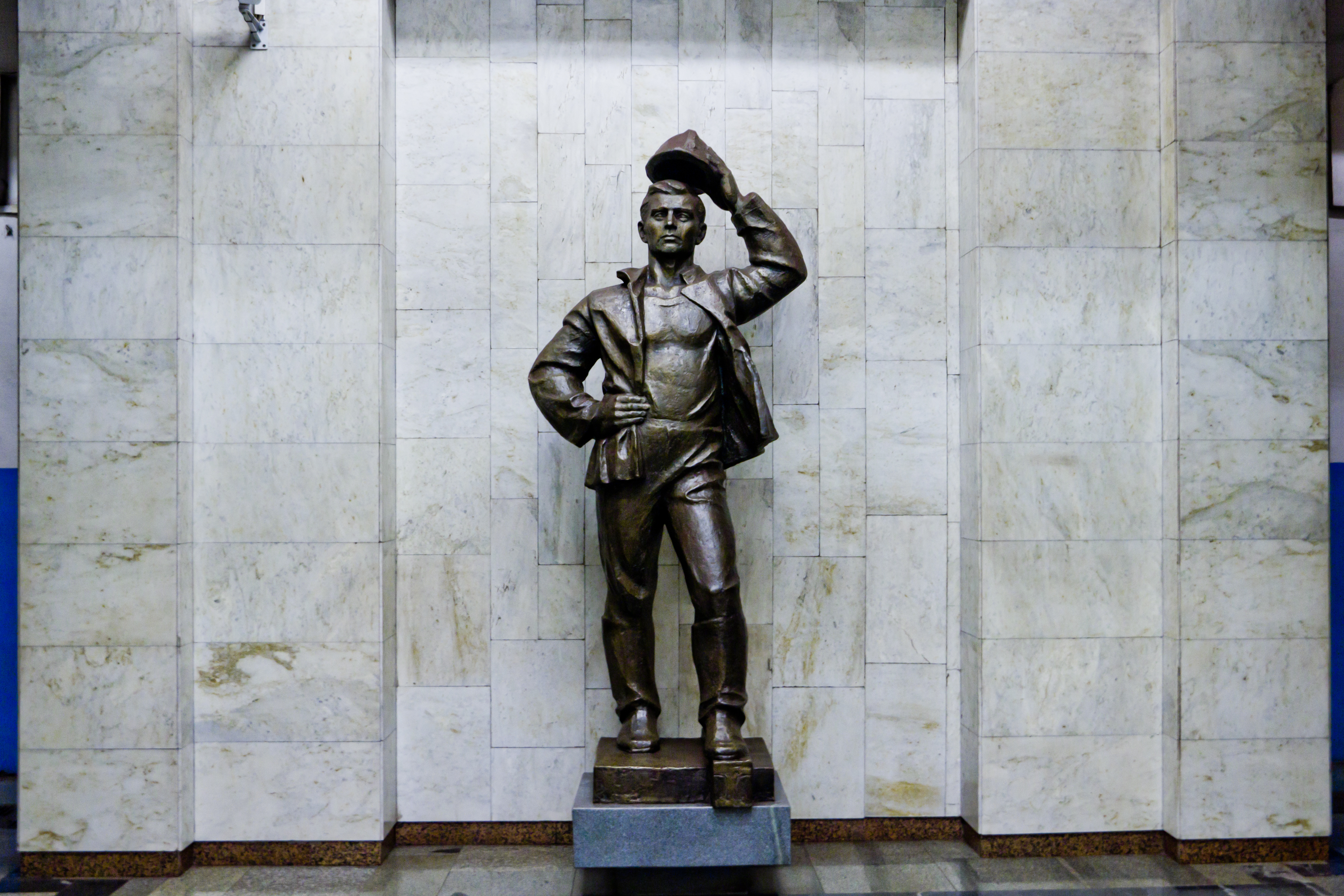